# Manfred Niekisch
Manfred Niekisch (* 14. Juli 1951 in Nürnberg; † 11. November 2024) war ein deutscher Biologe und Experte für internationalen Naturschutz. Er war von März 2008 bis Ende 2017 Direktor des Frankfurter Zoos.

## Leben
Manfred Niekisch studierte Biologie an der Universität zu Köln und promovierte 1990 an der Universität Bonn zum Dr. rer. nat. mit Untersuchungen zur Besiedlungsstrategie der Gelbbauchunke Bombina v. variegata Linnaeus, 1758 (Anura, Amphibia). Von 1983 bis 1989 war er Direktor der Artenschutzzentrale/TRAFFIC Germany der Umweltstiftung WWF Deutschland, anschließend bis 1998 wissenschaftlicher Geschäftsführer der Tropenwaldstiftung OroVerde. Von 1998 bis 2008 hatte er die Professur „Internationaler Naturschutz“ an der Universität Greifswald inne, die einzige Professur dieser Art im deutschsprachigen Raum. Von März 2008 bis zu seiner Pensionierung Ende 2017 hatte er die Leitung des Frankfurter Zoos inne. Seit 2010 hatte Niekisch am Institut für Ökologie, Evolution und Diversität der Johann Wolfgang Goethe-Universität Frankfurt am Main die Kooperationsprofessur für Internationalen Naturschutz inne.
An den Universitäten Marburg, Hanoi/Vietnam, an der Fachhochschule Göttingen und an der Universidad Internacional de Andalucía in Sevilla nahm er Lehraufträge zum Internationalen Naturschutz wahr. Die wissenschaftlichen Inhalte seiner Arbeit lagen besonders in Strategien und Instrumenten zur nachhaltigen Nutzung natürlicher Ressourcen, speziell zum Schutz der biologischen Vielfalt. Hierzu zählten auch die internationalen Konventionen mit Naturschutz-Relevanz. Niekisch war Autor zahlreicher Veröffentlichungen und Mitherausgeber des Journal for Nature Conservation. Er forschte in zahlreichen Staaten mit Schwerpunkten in Vietnam und in Lateinamerika.
Niekischs Privatbibliothek umfasste mehr als 12.000 Fachbücher, vornehmlich zu den Themen Ornithologie und Herpetologie sowie zu seinem Spezialgebiet Feuerland.

## Ehrenamtliches Engagement
Ehrenamtlich war Manfred Niekisch in zahlreichen Funktionen tätig, unter anderem als Präsident der Gesellschaft für Tropenökologie (gtö), Vizepräsident der Zoologischen Gesellschaft Frankfurt (ZGF), Vizepräsident der Stiftung „Hilfe für die bedrohte Tierwelt“ und als Vorsitzender des Kuratoriums der Bruno-H.-Schubert-Stiftung. Er war Mitglied der World Commission on Protected Areas (WCPA) und der Species Survival Commission (SSC) der IUCN (International Union for Conservation of Nature and Natural Resources) sowie des Comité Científico von Fundación Natura und Ehrenmitglied der Fundación Humedales (beide Kolumbien) sowie des Beirates des Global Nature Fund. Weiterhin war er International Advisor des Council for Research and Exploration von National Geographic. 17 Jahre lang war er zudem als Erster Vizepräsident des Deutschen Naturschutzringes tätig. Im Jahr 2004 wurde er auf dem 3. World Conservation Congress in den Council der Weltnaturschutzunion IUCN wiedergewählt, wo er auch den Vorsitz des Programme and Policy Committee innehatte. Nach den maximal zwei möglichen Amtszeiten beendete er diese Tätigkeit 2008. Im selben Jahr wurde er in den Verwaltungsrat der Senckenberg Gesellschaft für Naturforschung sowie durch das Bundeskabinett in den Sachverständigenrat für Umweltfragen (SRU) berufen. Er war langjähriges Mitglied der Deutschen Gesellschaft für Herpetologie und Terrarienkunde (DGHT), die ihn 2014 für seine „herausragenden Leistungen für die DGHT“ mit ihrer Verdienstmedaille „goldener Salamander“ auszeichnete.

## Veröffentlichungen (Auswahl)
- Die Gelbbauchunke (Bombina v. variegata). Biologie, Gefährdung, Schutz. – Ökologie in Forschung und Anwendung 7, 234 S., Margraf Verlag. 1996.
- Internationaler Naturschutz. – In: Engelhardt, W. und K. Buchwald (Hrsg.): Umweltschutz – Grundlagen und Praxis, Bd. 8: Arten-, Biotop- und Landschaftsschutz. Economica Verlag, Bonn 2000, S. 309–349.
- Recursos biológicos: Perspectivas para un nuevo paradigma de desarrollo para América Latina. In: U. Müller & K. Bodemer (Eds.): Nuevos paradigmas de desarrollo para América Latina, 2004, S. 218–231.
- Biodiversität als Entwicklungspotenzial: Paradigmenwechsel im Naturschutz. In: B. Fritz & K. Hujo (Ed.): Ökonomie unter den Bedingungen Lateinamerikas. Erkundungen zu Geld und Kredit, Sozialpolitik und Umwelt. 2005, S. 81–92.
- Internationale Entwicklungspolitik vor dem Hintergrund schwindender biologischer Ressourcen: Ein Beitrag zu den Beziehungen zwischen Naturschutz und Entwicklungszusammenarbeit. – Natur und Landschaft 81. Jg., 9/10., S. 484–486. Kohlhammer, Stuttgart 2006.
- Schutzgebiete und ihre Rolle beim Schutz biologischer Ressourcen. – Natur und Landschaft 81. Jg., 9/10, S. 445–449. Kohlhammer, Stuttgart 2006.
- 30 Jahre Washingtoner Artenschutzübereinkommen. Eine Analyse. – Zeitschrift für Europäisches Umwelt- und Planungsrecht 4. Jg., Heft 4, S. 213–215. lexxicon Verlag, Berlin 2006.
- Naturschutz und globale Trends: Taugt nachhaltige Entwicklung noch als Leitbild? – Jahrbuch für Naturschutz und Landschaftspflege 56/1, 2007, S. 53–60.
- Historische und bibliographische Notizen zum „Angenehmen und lehrreichen Geschenk für die Jugend“, Augsburg 1783 – 1788, mit spezieller Behandlung des herpetologischen Teils. – Sekretär. Beiträge zur Literatur und Geschichte der Herpetologie und Terrarienkunde Vol. 8, Heft 1,2008, S. 30–62.
- August Johann Rösel von Rosenhof – Künstler, Naturforscher und Pionier der Herpetologie. Eine Einführung zum Reprint der „Historia naturalis ranarum nostratium/Naturgeschichte der Frösche hiesigen Landes“, Nürnberg 1758 – August Johann Rösel von Rosenhof – Artist, Naturalist and Pioneer of Herpetology. An Introduction to the Reprint of the „Historia naturalis ranarum nostratium/Naturgeschichte der Frösche hiesigen Landes“, Nuremberg 1758. – Fines Mundi, Saarbrücken, 2009.
- The History of Reptiles and Amphibians at Frankfurt Zoo. In: Bonn zoological Bulletin, Volume 57 Issue 2, pp. 347–357, Bonn 2010.
- Die zoologische Buchillustration vom Holzschnitt bis zur Fotografie – Verknüpfung von Wissenschaft und Kunst. – Imprimatur, Neue Folge XXII, 2011, S. 37–62.
- Zoos at War. In: Penn, L., M. Gusset & G. Dick: 77 years: The History and Evolution of the World Association of Zoos and Aquariums 1935–2012, 2012, S. 23.
- Tier und Menschen im Zoo verbinden – aber wie? In: Das Senckenberg-Wissenschaftsmagazin, Band 142, Heft 5/6, 2012, S. 206–211.
- Was trennt den Menschen vom Tier – Glas und Gitter? In: Nessel, S. & H. Schlüpmann (Ed.): Zoo und Kino. Verlag Stroemfeld, 2012, S. 206–220.
- Biodiversitätsschutz im Wald. In: AFZ Der Wald. Allgemeine Forst Zeitschrift für Waldwirtschaft und Umweltvorsorge. 68. Jg., 2013, Heft 17, S. 22–23. München.
- Von Dodos und Java-Nashörnern – oder auch nicht. – In: Mitschele, K. & S. Scharf (Ed.): Werkbegriff Nachhaltigkeit. S. 195–205 Transcript Verlag, Bielefeld 2013.
- Wittig, R. & M. Niekisch: Biodiversität. Grundlagen, Gefährdung, Schutz. Springer Spektrum, Heidelberg 2014.
- Biologische Diversität – Ressource und Menschenrecht. In: Feest, F. C. (Hrsg.): Regenwald. Lokschuppen Rosenheim, 2015, S. 294–298.